# Хехлер, Вильям
Вильям (Уильям) Хехлер (Гехлер) (англ. William Hechler; 1845—1931) — англиканский священник, христианский сионист, самый близкий партнёр Теодора Герцля по сионистской деятельности, память о вкладе которого в дело сионизма, умирая, велел хранить Герцль своим сторонникам.

## Биография
Хехлер родился в 1845 году в Индии, умер в 1931 году в Лондоне, проведя последние годы в одиночестве и бедности.

## Сионистская деятельность
В 1893 году Хехлер написал и опубликовал памфлет «Возвращение евреев в Палестину согласно пророчествам», где предсказал скорое возвращение евреев на историческую родину.
В 1896 году Хехлер прочитал «Еврейское государство» Герцля.
Благодаря содействию Хехлера Герцль смог встретиться с турецким султаном Абдулом-Хамидом II в 1896 году. Разочаровавшись от встречи с турецким султаном, Герцль усомнился в будущем сионизма. Но Хехлер воодушевил его продолжить деятельность. Пользуясь своей известностью и авторитетом, Хехлер организовал встречу Герцля с немецким кайзером. Во время встречи Герцль не успел произнести и слова, как Хехлер открыл Библию и стал обсуждать с кайзером библейские пророчества об Израиле. Кайзера убедили библейские аргументы, и он поддержал идеи Герцля и Хехлера. Хехлер и в дальнейшем организовывал встречи Герцля с высокопоставленными политическими деятелями всего мира. И продолжал продвигать идеи сионизма после смерти Герцля, в общей сложности 30 лет своей жизни, что значительно дольше, чем сам Герцль.

## Память
В Лондоне состоялась мемориальная церемония, приуроченная к 80-летию со дня смерти Хехлера. В церемонии приняли участие израильские и британские евреи.
Незадолго до этого могилу Хеклера на кладбище Нью-Саутгейт обнаружил Джерри Клингер, президент Американского еврейского общества по сохранению исторического наследия. Клингер отметил, что, возможно, без поддержки Хехлера сионизм как политическое движение не получил бы массовой поддержки.
На церемонии присутствовал заместитель председателя Всемирной сионистской организации Дэвид Брейкстоун и посол в Великобритании Рон Прозор, отметившие значительный вклад в дело сионизма верующих христиан.
На церемонии выступил также израильский посол в Великобритании Рон Прозор: «Сионистское движение и еврейский ишув в Палестине пользовались широкой поддержкой в Великобритании ещё задолго до провозглашения Государства Израиль. Во многом это заслуга христианских сионистов, в том числе преподобного Хеклера. Поддержка, которую Уильям Хеклер оказал Герцлю, была следствием его глубокой веры в неразрывную связь еврейского народа и Эрец-Исраэль».